# Tampico
Tampico é uma cidade no estado de Tamaulipas, no México, localizada no litoral do Golfo do México. A população total do município no ano 2000 era estimada em 303.924 habitantes, e o estado de Tamaulipas em 2.747.114 habitantes, sendo a de maior população no Golfo do México. 

## Geografia
A cidade é a cabeça do município de mesmo nome, Plaza de Armas na parte sudeste de Tamaulipas, ao lado do estado de Veracruz através do rio Pánuco e 10 km de sua foz no Golfo do México.
A área em torno de Tampico consiste dos municípios na Região metropolitana de Altamira  e Ciudad Madero em Tamaulipas, Pánuco e Pueblo Viejo na parte do estado de Veracruz parte da área urbana, está associado ao sul de Tamaulipas através das Pontes de Moralillo e Tampico e 8 etapas de barcos que cruzam o rio Panuco, estão perto das cidades de Ebony, Ciudad Valles e Tamuin. Pelo estado de San Luis Potosí, na cidade de Huejutla e o estado de Hidalgo, Tantoyuca, Tempoal, Poza Rica, Tuxpan, Pánuco, Cerro Azul e Naranjos, no estado de Veracruz.

## História
A palavra "Tampico" está enraizada nas vozes (teneek) Huastecas Tam lugar de e Piko cães água para que o significado é "lugar de cães de água" , ou "lugar de lontra", como cães de água natural foram as simpáticas ariranhas, que eram abundantes na Lagoa de Chairel. As raízes de Tampico ou "Tampico" nativo que datam do início de tribos que se estabeleceram Huastecas nas margens do Rio Panuco.
Em 1520, em ordens de Garay, quatro navios comandados por Alonso Alvarez de Pineda, deixou a ilha da Jamaica, e percorreu o litoral do Golfo do México para o Península da Flórida, no seu regresso tentou estabelecer uma guarnição nas margens do Rio Panuco, sendo repelidos pelos Huastecos retiraram-se para o sul, onde encontraram estabelecida a Veracruz, de Hernán Cortés, que capturou um punhado de soldados, a expedição retornou a Jamaica. Nesse mesmo ano, Garay enviou uma segunda expedição liderada por Diego de Camargo, que também não atacar o Huastecos, os sobreviventes se juntou às forças de Cortés.
Em 1522, após a conquista conquista do México  de Tenochtitlan, organizou uma expedição de Cortes à Panuco para vingar os mortos. Garay, entretanto obteve a nomeação de antes para colonizar o local, para atingir a região era desabitada, portanto um pacto com Cortez na Cidade do México, no entanto Garay morreu subitamente alguns dias deixou como executor  Hernán Cortés, juntamente com as forças armadas.

Depois de 1532, frei Andrés de Olmos, sob constantes ataques de piratas, oferece proteção, e em 26 de abril de 1554 iniciou a fundação de um mosteiro da Ordem Franciscana, formando a cidade de San Luis de Tampico.

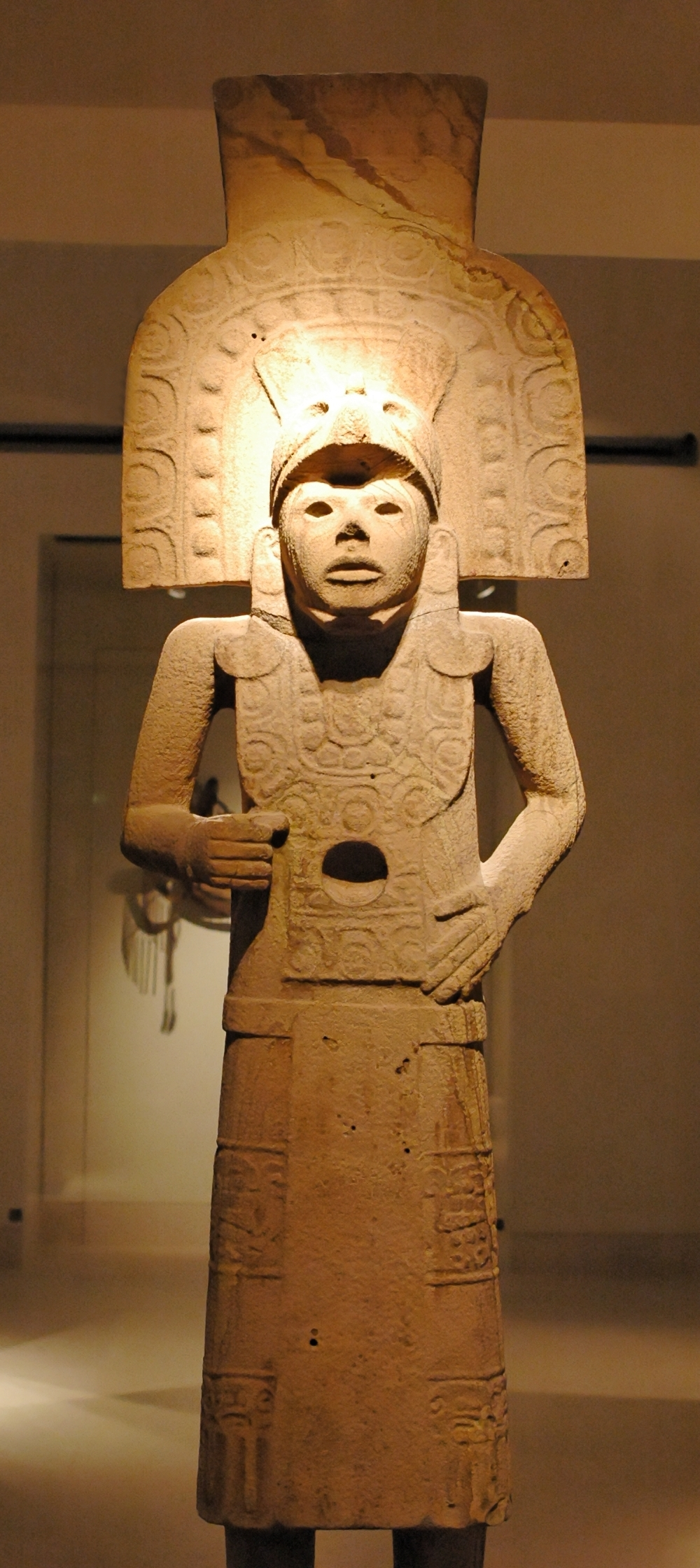
Peça arqueológica Huasteca

No período colonial, a exploração das minas de sal impulsionou o desenvolvimento econômico da região e incentivou o comércio marítimo. Por esta razão, os habitantes da vila de Altamira eram necessárias para criar uma nova sede, que seria localizado na altura do antigo Tampico. É então que em 12 de abril de 1823, a Tampico moderno é fundado sob o nome de Santa Anna de Tampico, esta cidade se tornou o principal porto de abastecimento na região Nordeste.
Com sua história, Tampico testemunhou acontecimentos importantes que marcaram a história comercial do México, incluindo: o seu papel importante no comércio marítimo entre o México e o estrangeiro, que começou em 1824, quando foi oficialmente concedido o estatuto de porta.

O boom do petróleo de 1900 trouxe muitos imigrantes de todo o mundo e a fundação de vários edifícios, como o primeiro Hospital de Beneficência espanhol, em 1840, a fundação em 1871, da Drogaria e Farmácia "El Fénix" a mais antiga farmácia México. Em 1917, a fundação da Escola Americana (Colégio Americano), hoje Escola Americana de Tampico, instituição educacional internacional.

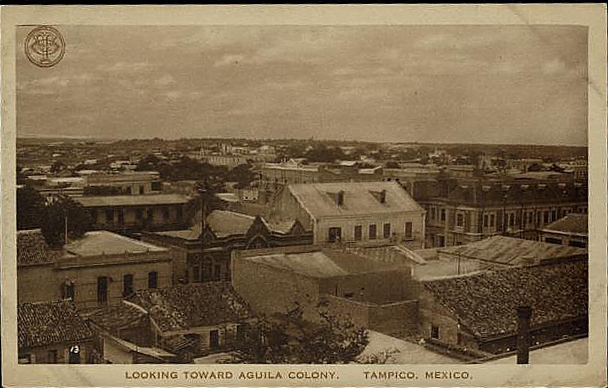
Foto da Colonia Águila 1910s

Foi nesta cidade onde a Aviación Mexicana a primeira companhia aérea comercial no México, iniciou suas operações em 1921, o primeiro voo da mexicana ligado foi a Cidade do México . Em 1926 A primeira fábrica de engarrafamento Coca-Cola no México foi construída nesta cidade, sendo um pioneiro desta indústria no país.
Tampico

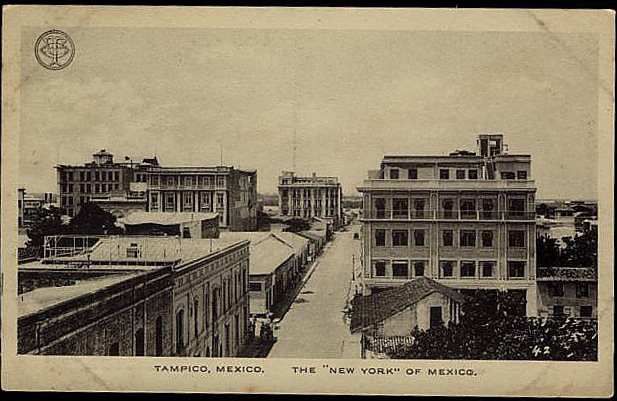
Imagem antiga de Tampico

Em 2005 recebeu oficialmente o nome "Heróica Porto de Tampico" pelo governo do estado de Tamaulipas, reconhecendo assim o seu papel histórico na defesa da soberania do país.
Tampico tem atualmente um dos centros históricos particular do país devido à sua arquitetura original estilo neoclássico francês, muito semelhante a algumas partes da antiga Nova Orleans. 
Pertencentes à região Huasteca é o berço de muitos grupos musicais Huapango que irá alegrar a festa. Além de ser parte da região do Golfo têm coexistido outros ritmos como o Chaconne, do Filho e do jazz. Sem mencionar a música veio do norte da fronteira.

## População
A população total da cidade de Tampico, segundo o Censo da População e Habitação de 2005 conduzido pela INEGI foi de 303.924 habitantes, enquanto a população era de 303.635 habitantes, o que representou 10,73% da população total do estado de Tamaulipas (2.747.114243,114).
Tampico forma uma conurbação com as cidades de Ciudad Madero e em Altamira, Tamaulipas e Moralillo Anahuac, Ciudad Cuauhtémoc, Hidalgo, Primero de Mayo e Benito Juárez, no estado vizinho de Veracruz, e entre estas aldeias reuniu 686.658 pessoas em 2005. A Área de Tampico, que foi definido pelo INEGI e CONAPO como a união dos municípios de Tampico, Madero e Altamira e Pueblo Viejo e Panuco em Veracruz, tinha 803.196 habitantes, no ano que foi a área mais populosa décima quinta região metropolitanas do país.
Para a 1 de julho de 2007 estimada 309.140 habitantes para a cidade e 801.890 habitantes na área metropolitana.

## Fauna

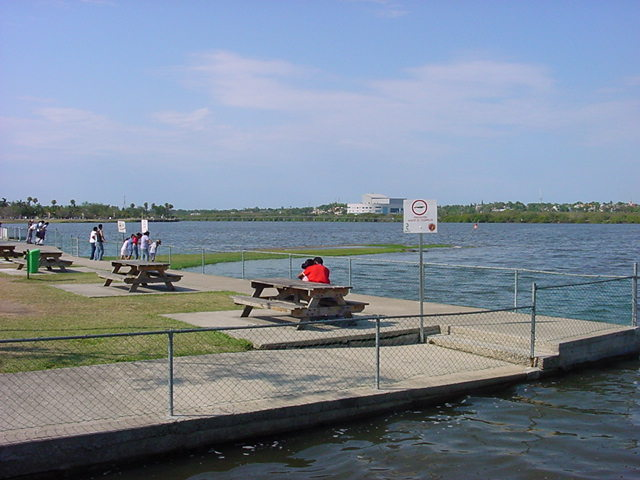
Lagoa do Carpintero.

Tampico é privilegiada por sua natureza está em causa, a sua localização geográfica permite uma variedade de espécies animais.
Em uma área de cerca de 150 km, incluindo os estuários aquáticos e terrestres, no coração da cidade, a Laguna del Carpintero é um território que, apesar de estar sob constante pressão urbana, tem uma grande variedade de espécies animais. A Lagoa do Carpintero está conetada pelo Canal de corte com o rio Panuco, a lagoa tem uma profundidade máxima de seis metros.
Na Lagoa do Carpintero vivem crocodilos (Crocodylus moreletii), tornando-o mais atraente neste momento na cidade. Tampico é um lugar onde eles chegam no inverno pelicanos e patos do Canadá e dos Estados Unidos que podem ser vistos na Lagoa Chairel e Rio Tamesí; Sua fauna tem flamingos, garças, guaxinins, lontras, gambás e outros espécies.
A Lagoa de la Vega Escondida faz parte do sistema de lagoas do Rio Tamesí sendo uma área protegida de 2.217 hectares em que pelo menos duas dezenas de espécies de vida, incluindo a lontras, além de algumas espécies endémicas.

## Clima
O clima do porto de Tampico é subtropical úmido. A temperatura média é de 22°C, com máxima no verão de 33°C e uma média mínima de 13°C nos meses de inverno. O verão é muito úmido, com temperaturas acima de 30°C por muitos dias, e no inverno é frio com alguns dias frios podem atingir temperaturas perto de 5°C, ou em alguns anos se aproximando 0°C. Há dois registros de queda de neve em Tampico, o primeiro foi a temperatura mínima registrada de -4°C em 1962.
| Dados climatológicos para Tampico | Dados climatológicos para Tampico | Dados climatológicos para Tampico | Dados climatológicos para Tampico | Dados climatológicos para Tampico | Dados climatológicos para Tampico | Dados climatológicos para Tampico | Dados climatológicos para Tampico | Dados climatológicos para Tampico | Dados climatológicos para Tampico | Dados climatológicos para Tampico | Dados climatológicos para Tampico | Dados climatológicos para Tampico | Dados climatológicos para Tampico |
| Mês                               | Jan                               | Fev                               | Mar                               | Abr                               | Mai                               | Jun                               | Jul                               | Ago                               | Set                               | Out                               | Nov                               | Dez                               | Ano                               |
| --------------------------------- | --------------------------------- | --------------------------------- | --------------------------------- | --------------------------------- | --------------------------------- | --------------------------------- | --------------------------------- | --------------------------------- | --------------------------------- | --------------------------------- | --------------------------------- | --------------------------------- | --------------------------------- |
| Temperatura máxima recorde (°C)   | 33                                | 40                                | 42                                | 37                                | 38                                | 36                                | 37                                | 37                                | 37                                | 33                                | 32                                | 33                                | 33                                |
| Temperatura máxima média (°C)     | 21                                | 22                                | 25                                | 27                                | 30                                | 31                                | 31                                | 31                                | 30                                | 28                                | 25                                | 22                                | 27                                |
| Temperatura mínima média (°C)     | 15                                | 16                                | 19                                | 21                                | 24                                | 25                                | 25                                | 25                                | 24                                | 22                                | 19                                | 16                                | 21                                |
| Temperatura mínima recorde (°C)   | 3                                 | 2                                 | 7                                 | 1                                 | 17                                | 20                                | 21                                | 22                                | 17                                | 3                                 | 1                                 | 2                                 | 13                                |
| Precipitação (mm)                 | 7                                 | 7                                 | 4                                 | 4                                 | 4                                 | 6                                 | 8                                 | 7                                 | 10                                | 6                                 | 6                                 | 6                                 | 75                                |
| Fonte: Weatherbase 30/10/2010     |                                   |                                   |                                   |                                   |                                   |                                   |                                   |                                   |                                   |                                   |                                   |                                   |                                   |

## Economia
Com base nos dados do Censo Econômico INEGI Instituto Nacional de Estatística, Geografia e Informática de 2004 a cidade tem um PIB a preços constantes com base em 1993, de 48.154 bilhões e 837 milhões de pesos 164 pesos, na região metropolitana e um PIB per capito para a área metropolitana de 205.280 pesos.

### Industria

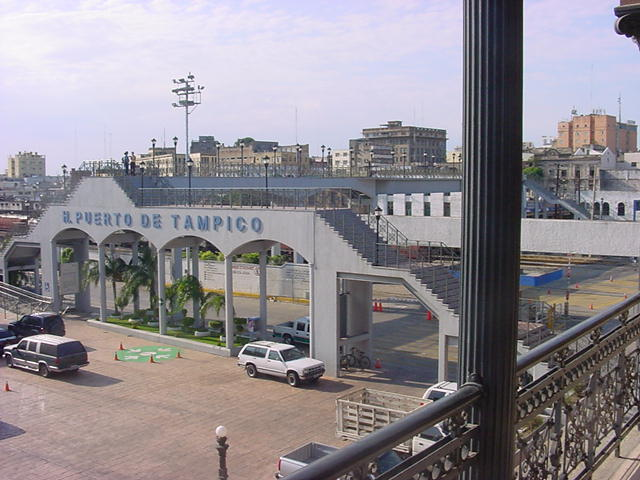
Porto de Tampico, importante setor na economia da cidade.

A área metropolitana é uma importante porta de entrada para o comércio exterior é a única parte do México, que tem dois portos modernos tão perto. A atividade dos portos de Tampico e Altamira, juntamente com as indústrias localizadas no Pólo Industrial de Altamira. Neste corredor industrial são importantes companhias nacionais e internacionais. Assim, esses dois portos estão expandindo sua área de influência em cidades como Monterrey, San Luis Potosí, Aguascalientes e Guadalajara principalmente.
Tampico é a sede do Primeiro Distrito Naval, do México. É também o a área metropolitana mais povoado costeiro México. Além disso, no mesmo área metropolitana é a cidade portuária de Altamira, que se tornou o centro da indústria petroquímica, indústria e geração de energia empresas de serviços do porto mais importante do Golfo do México. Anteriormente, a região que fica em Tampico era uma região rica em petróleo, porém os poços de extração não são mais economicamente produtiva. Atualmente, a região é principalmente refinaria de petróleo, a refinaria em Ciudad Madero está localizado Francisco I. Madero, com as suas próprias docas. Altamira abastece cerca de 3 350 MW ao Sistema Elétrico Nacional.

### Comércio e serviços

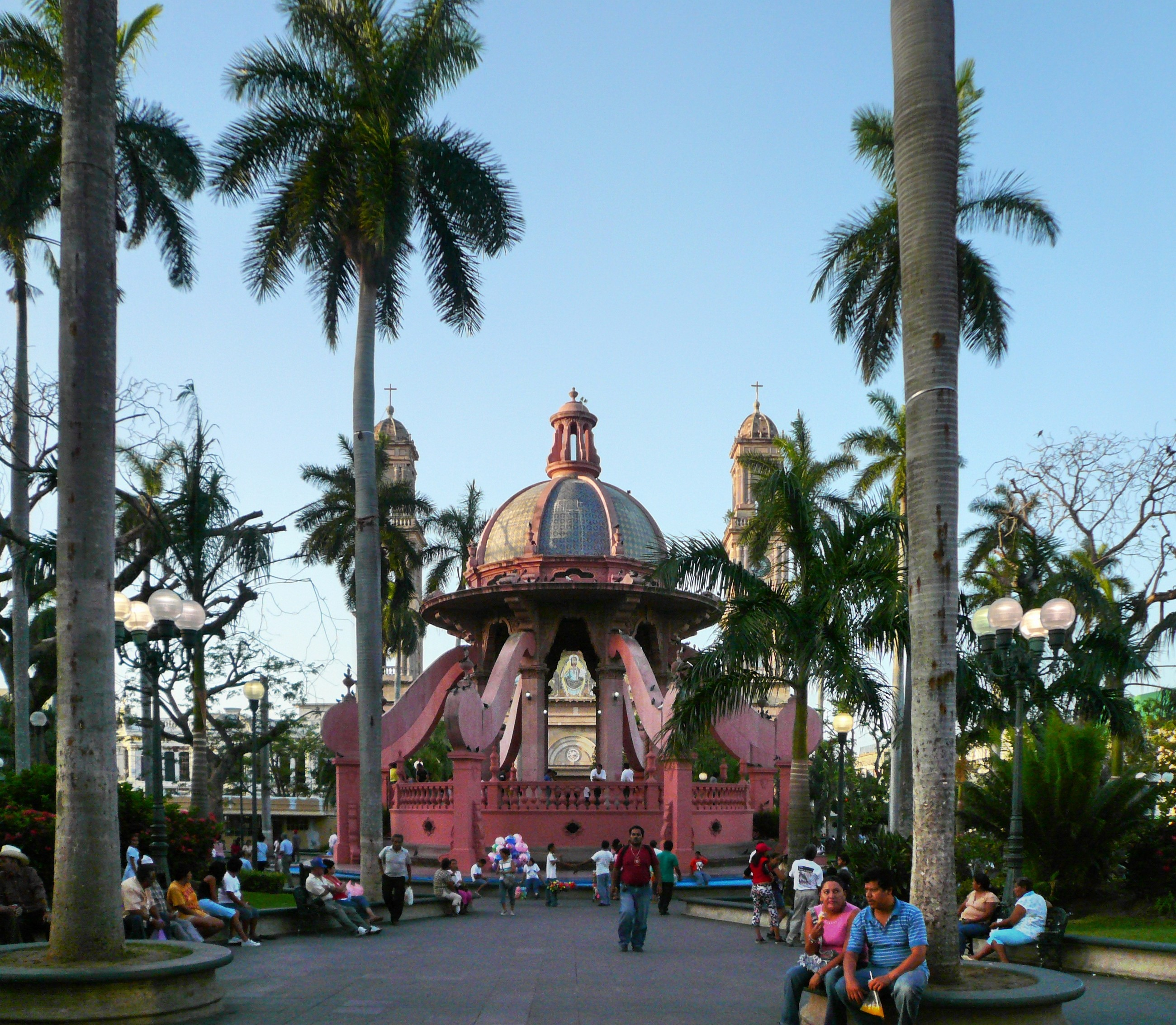
Praça de Armas.

Tampico é o centro de uma região de quase um milhão de habitantes, portanto uma cidade voltada principalmente para o comércio e serviços. Aqui estão lojas de cadeias nacionais e centros de abastecimento internacional. Para atender os turistas e viajantes de negócios e lazer próximos à área, você tem uma oferta de 4.900 quartos de hotel de todas as categorias combinada com uma excelente infra-estrutura de negócios restaurante
Nos últimos anos os governos federal, estaduais e municipais têm sido dada a tarefa de embelezar a cidade realizando o desenvolvimento de projetos ambiciosos que irá apoiar o setor do turismo e dos seus cidadãos. Tais são os desenvolvidos pelo Centro Histórico de Tampico, incluindo a restauração de edifícios com de valor patrimonial, o Espaço Metropolitano Cultural edifício inaugurado em 2003, o projeto do Canal de Corte e do Plano de Desenvolvimento do Turismo Praia de Miramar, no município vizinho de Ciudad Madero e inclui a construção de hotéis, loteamentos e condomínios.
No que diz respeito ao transporte aéreo, Tampico é chamada de berço da aviação mexicana por causa dele veio o primeiro vôo para Cidade do México através de Tuxpan, um Lincoln Standard da companhia Mexicana de Aviación, em 12 de agosto de 1924. Está em constante adaptação como vôos diretos nacionais e internacionais estão sendo recebidos no dia 15-20 vôos diários. Companhias aéreas que predominam são: Click de Mexicana, Interjet, Aviacsa, Aerolitoral de Aeroméxico e Aerolíneas Alma de México, em serviços de vôos domésticos e internacionais com a Continental Airlines para Houston. Tampico tem aeroporto internacional Francisco Javier Mina, com pista para aeronave com maior volume e com hangares particulares, sendo o maior porto do ar na região.
E também fornece uma excelente comunicação com a cidade por via terrestre, através de transporte público de Altamira completamente confortável com ar-condicionado unidades da estação de Cuauhtémoc para o centro de Tampico e outros anexos como Zapata, Haciendas, Azteca, Tampico Novo, Santa Amalia, Infonavit, Pedrera Groves, Moron, Aldama e Industrial do Porto. Em Altamira, Tampico e há transporte a partir dos pontos acima em Altamira khelipe, Germinal, UAT e Av. Hidalgo.
Recentemente se juntou a um novo modo chamado Express Bus, trânsito de ônibus rápido e abriu o caminho Tampico-Altamira tomando posição oficial e encurtando o tempo de 1h20 minutos para 45, provocando um tronco e maior rapidez do fluxo entre Tampico e Altamira, sul e norte, respectivamente, da área metropolitana.
Em empresas de serviços Tampico são o turismo e a pesca, através do aluguer de barcos marinhos e fluviais, que são reconhecidos internacionalmente.